# Chrominae
Chrominae là một phân họ cá biển thuộc họ Cá thia.

## Các chi
Các chi dưới đây nằm trong phân họ Chrominae:
- Acanthochromis (Gill, 1863)
- Altrichthys (Allen, 1999)
- Azurina (D.S. Jordan & McGregor, 1898)
- Chromis (Cuvier, 1814)
- Dascyllus (Cuvier, 1829)

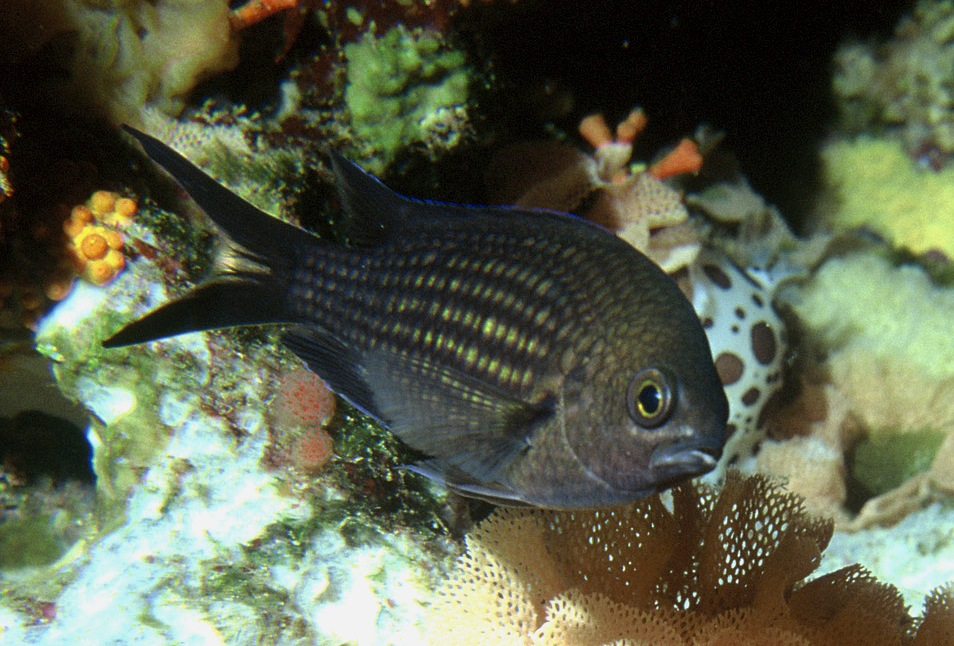
Chromis chromis
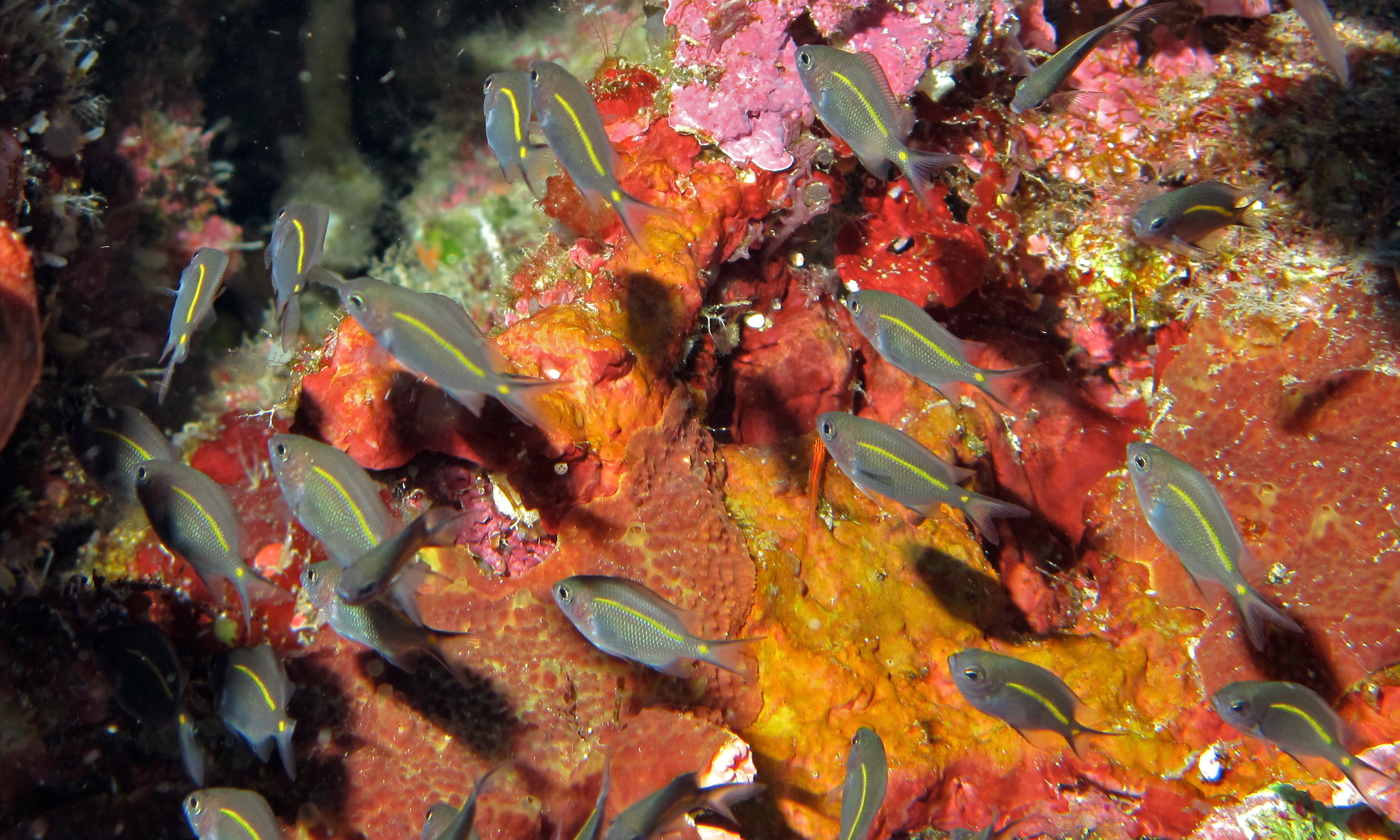
Acanthochromis polyacanthus